# Ивицкий, Андрей Игнатьевич
Андрей Игнатьевич Ивицкий (13 июня 1904, деревня Светозерье, Чаусский район — 3 мая 1992) — белорусский ученый в области мелиорации. Член-корреспондент АСХН БССР (1959—1961), АН БССР (1961), доктор технических наук (1958), профессор (1960). Заслуженный деятель науки БССР (1974). Участник Великой Отечественной войны.

## Биография
В 1925 году окончил Горьковский сельскохозяйственный институт. С 1925 по 1928 год работал в Борисовском, затем Мозырском земских управлениях. С 1928 по 1931 год учился в аспирантуре Всесоюзного научно-исследовательского института управления водно-болотными угодьями. С 1931 г. работал во Всесоюзном научно-исследовательском институте управления водно-болотными угодьями в Минске.
С первых дней Великой Отечественной войны находился в действующей армии на Западном, а затем на Третьем и Втором Белорусском фронтах. Принимал участие в боях при обороне Москвы, освобождении ряда городов Белоруссии и Литвы, в штурме и взятии Кенигсберга и многих городов Восточной Пруссии.
После демобилизации с апреля 1946 по 1948 гг. руководил водохозяйственным сектором АН БССР, с 1948 по 1976 год — дренажным узлом, а затем до 1992 года лабораторией мелиорации торфяных почв Белорусского научно-исследовательского института мелиорации и водного хозяйства.

## Научно-практический вклад
Установил зависимость испарения торфяной почвы от климатических и других факторов, разработал методику определения времени предпосевного периода и методику расчета предпосевного стока, принципы мелиорации дренажа, предложил новый подход к установлению нормативов (интенсивности) дренажа водно-болотных угодий .
Автор более 120 научных работ, в том числе 6 монографий. Среди опубликованных:
- Принципы устройства закрытого дренажа в БССР — Мн., 1954.
- Основы проектирования и расчетов систем осушения и осушения — Мн., 1993.
- Гидрологические основы осушения болот [Текст] / А. И. Ивицкий. — Минск: [р. и.], 1972. — 11 с .; 25 см. — (Отчет / ООН по образованию, науке и культуре. МГД. Международный симпозиум по гидрологии водно-болотных угодий. 17-24 июля 1972 г. Минск, БССР; 4)
- К теории расчета дренажных систем [Текст]. — Минск: Урожай, 1971. — 16 с .; 16 см. — (ВДНХ СССР / М-во мелиорации и водного хоз-ва СССР. Белорус. Науч.-исслед. Ин-т мелиорации и водного хоз-ва)
- О проектировании дренажных и увлажняющих систем на болотах Полесья [Текст]: (Доклад члена-корреспондента АН БССР А. И. Ивицкого к обсуждению…). — Минск: [р. и.], 1973. — 37 с. — (Отчет… на Всесоюзном семинаре по обмену опытом проектирования дренажных и увлажнительных систем / Министерство мелиорации и водного хозяйства СССР. Беларусь. НИИ мелиорации и водного хозяйства; 2) [2] ]

Подготовил 2 доктора и 45 кандидатов наук

## Награды
- Орден Октябрьской революции
- Орден Отечественной войны I степени
- Орден Отечественной войны II степени
- Орден Красной Звезды
- медали.